# Gudelmannkonvent
Der Gudelmannkonvent (später auch: Heilig Kreuz, Reicher Konvent, St. Richardikonvent, Großer Konvent und St. Augustinus) war eine geistliche Einrichtung für Frauen in Worms, die bis zur Säkularisation Anfang des 19. Jahrhunderts bestand.

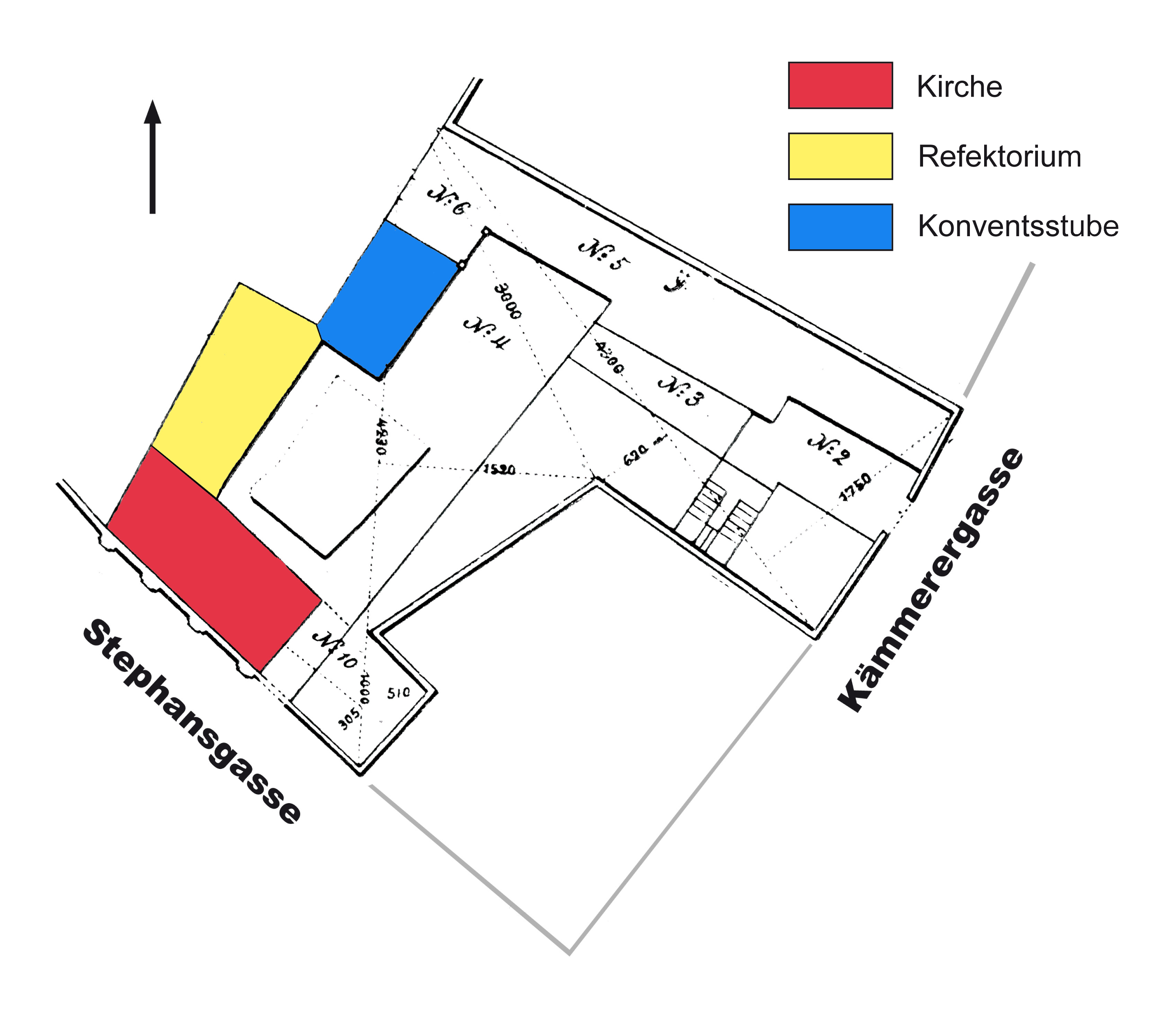
Lageskizze auf Grund einer Vermessung von ca. 1802

## Geografische Lage
Das Konventsgebäude war ein Hof, der ursprünglich dem Ritter David von Guntheim gehört hatte. Konvent – und später Kloster – lagen in der Nähe der westlichen inneren Stadtmauer, „hinter der Stephanskirche“ des Bischofshofs. Das Gelände nahm einen erheblichen Teil des Inneren des Baublocks ein, der sich zwischen mittlerer Stephansgasse (ehemals: Bischofshofgasse), Schildergasse und Kohlgasse erstreckte, berührte die Gassen aber nur jeweils in der Breite einer Parzelle. Die im 15. Jahrhundert errichtete Kapelle befand sich an der Stephansgasse.

## Beginenhaus

### Geschichte
Der – damals bereits bestehende und erst später so genannte – Gudelmannkonvent soll 1248 erstmals erwähnt worden sein. Dies wäre zugleich das älteste erhaltene Zeugnis eines Beginenkonvents in Worms. Die Gemeinschaft wurde danach ursprünglich als „conventus sororum ad St. Crucem“ bezeichnet. Inwieweit diese Überlieferung den Tatsachen entspricht, kann heute nicht mehr festgestellt werden. Nach der umfangreichen Zustiftung durch den ehemaligen Schultheißen des Wormser Domstifts, Gudelmann, 1288 wurde die Einrichtung als „Gudelmannkonvent“ bezeichnet. Gudelmann kaufte den Hof als Wohnhaus für 20 Beginen von den Erben des Ritters David von Guntheim. Seine Stiftung war eine Seelgerätstiftung, in die er sein gesamtes Vermögen einbrachte. Die Stiftungsurkunde von 1288 und eine folgende Bestätigung darüber sind im Stadtarchiv Worms erhalten. Die Stiftungsurkunde ist zugleich das älteste heute noch erhaltene schriftliche Zeugnis zu dem Konvent.
1413 ist ein heftiger Streit zwischen der Meisterin und anderen Schwestern belegt. Es ging um die Rechnungslegung und interne Zuständigkeiten. Vertreter des Bischofs und des städtischen Rates wirkten als Schlichter.

### Organisation
Die Organisation des Konvents ordnete Gudelmann 1288 umfassend. Dem Beginenkonvent stand eine Magistra vor, die den Wirtschaftsbetrieb leitete. Die erste Magistra ist namentlich bekannt: Agnes von Friesenheim. Der Konvent war dem Franziskanerkloster in Worms unterstellt, dessen Kirche die Beginen auch bis zum Bau der eigenen Kapelle wohl nutzten. Die Statuten des Gudelmann von 1288 blieben bis zur Reform von 1469 weitgehend in Kraft. 1307 traten die Regeln der Franziskaner hinzu, auf die die Schwestern ihr Gelübde erweiterten. Ab diesem Zeitpunkt gilt der Gudelmannkonvent als Franziskanerinnenkloster, die nach den Regeln des Dritten Ordens der Franziskaner lebten.
Aus den Unterlagen zu dem Streit von 1413 ist erstmals bekannt, dass es einen städtischen Pfleger für das Kloster gab, der weitreichende Kompetenzen hatte.
Die Frauen nutzten als Begräbnisplatz den Friedhof an der Kirche St. Lambertus, zu deren Gemeindebezirk sie gehörten und auf dem sie eine Begräbniskapelle besaßen. Dort wurden aber wohl nur die Priorinnen bestattet. Das Gebäude wurde um 1800 abgerissen.

## Augustinerinnenkloster

### Geschichte
1468 gab es Pläne das Beginenhaus dem Chorherrenstift Kirschgarten zu unterstellen. Letztendlich unterstellte der Wormser Bischof Reinhard von Sickingen (1445–1482) den Konvent aber am 13. Januar 1469 der Augustinerregel mit für ein Frauenkloster angepassten Regeln. Damit war die Einrichtung kein Beginenhaus mehr, sondern ein Augustinerinnenkloster.
In der Folge der Reformation versuchte der lutherische Stadtrat von Worms seinen Zugriff auf das Kloster zu verstärken und hat vielleicht auch eine Auflösung angestrebt. Zunächst ließ er den Klosterbesitz schon einmal inventarisieren. Der Konvent hatte in dieser Zeit – soweit Zahlen vorliegen – immer ca. 17 Schwestern. 1580/81 sank die Zahl jedoch durch krankheitsbedingte Todesfälle auf fünf. 1583 folgte ein Brand, der einen Teil der Anlage zerstörte. Das nutzte der Stadtrat, um sich das Kloster anzueignen. Die Besetzung des Klosters lief brutal ab, anschließend waren zwei der Nonnen schwanger. Letztendlich heirateten zwei von ihnen und drei wurden finanziell abgefunden. Die Magistra, Elisabeth Glaser, wurde mit Gewalt gezwungen, einen Verzicht auf ihr Amt zu unterschreiben. Das beim Brand beschädigte Gebäude ließ der Rat 1584 reparieren.
Elisabeth Glaser hatte sich ins Exil nach Mainz begeben. Dort widerrief sie vor dem geistlichen Gericht ihren in Worms unterschriebenen Verzicht und die Richter betätigten sie als Vorsteherin des Konvents. Bischof Georg von Schönenberg verklagte daraufhin den Rat der Stadt Worms vor dem Reichskammergericht in Speyer auf Herausgabe des Klosters. Der Rat widersprach und 1584 verstarb Elisabeth Glaser. Da kein Konvent mehr bestand, konnte eine Nachfolgerin nicht mehr gewählt werden. Allerdings entsprach das Reichskammergericht am 30. Dezember 1587 der Klage des Bischofs und verurteilte die Stadt Worms zur Herausgabe des Konventeigentums. Dies wurde am 18. Januar 1588 vollzogen. Der Klosterbetrieb wurde wieder aufgenommen. In der Folge war es ein Schwesternhaus, das den Windesheimer Chorherren zugeordnet war, aber nicht zur Windesheimer Kongregation gehörte. Die Seelsorge übernahmen Mitglieder des Karmeliterklosters.
Das Konzil von Trient (1545–1563) übertrug die Aufsicht über Frauenklöster dem örtlich zuständigen Diözesanbischof, so dass diese im Fall des Reichen Konvents nun beim Bischof von Worms lag.
1689 wurde die Stadt Worms im Pfälzischen Erbfolgekrieg durch Truppen König Ludwig XIV. zerstört, auch der Reiche Konvent. Die Schwestern waren zuvor schon geflohen. Als 1690 dann auch die Vorsteherin starb, wurde der formale Fortbestand des Klosters gesichert, indem Bischof Johann Karl von Franckenstein die älteste der Nonnen des Konvents, Anna Margarethe Kurmann, zur Vorsteherin ernannte. Diese erwies sich als außerordentlich tatkräftig und es gelang ihr zusammen mit drei Mitschwestern nach 1697, auf dem verwüsteten Klostergelände wieder ein Wohnhaus und ein „Kirchlein“ zu errichten. Aber noch 1699 erwies es sich als sehr schwierig, den Konvent für eine Neuwahl der Vorsteherin zusammenzubringen: Nur zwei der zehn zum Konvent gehörenden Frauen wohnten damals in Worms. Und auch 1716 war die Klausur baulich noch nicht wiederhergestellt.
Nach 1689 nennen sich die Schwestern selbst „Augustinerchorfrauen“, nach 1729 „Regulierte Kanonissen des hl. Augustinus“.
Am 26. Juni 1718 weihte Weihbischof Johann Baptist Gegg das wiederaufgebaute „Kirchlein“. Es hatte drei Altäre: Der Hochaltar war dem Heiligen Augustinus, die beiden Seitenaltäre dem Heiligen Kreuz und der Maria geweiht.
Die interne Situation des Klosters war im beginnenden 18. Jahrhundert von Streit geprägt. 1719 musste Weihbischof Johann Baptist Gegg die Priorin wegen Trunksucht aus dem Amt entfernen.
In den 1740er Jahren war der Konvent durch die Aufnahme einiger reicher Töchter wieder zu Vermögen gekommen. Dies sollte auch dazu genutzt werden, den Konvent baulich zu erweitern, indem ein benachbartes Gebäude und dessen Grundstück einbezogen und genutzt werden sollten, einem Vorhaben, dem der Stadtrat heftigen Widerstand entgegensetzte. Gleiches geschah auch 1768, als das Kloster die Kirche erweitern wollte.
1782/83 gab es Überlegungen das Kloster in eines der Englischen Fräulein umzuwandeln, die dort eine Mädchenschule betreiben sollten. Nach mehrjährigen Sondierungen wurde das Projekt aber 1790 wegen der damit verbundenen Kosten aufgegeben. In dieser Zeit hatte das Kloster auch erhebliche Probleme, Nachwuchs zu rekrutieren.

### Organisation
Mit der Umwandlung in ein Augustinerinnenkloster waren auch neue Organisationsstrukturen verbunden. Dazu gehörte, dass der Magistra (Meisterin) nun eine Unter-Meisterin zur Seite gestellt wurde. Nach 1700 trugen die Frauen die Titel „Priorin“ und „Unterpriorin“. Die Magistra und die Schaffnerin (Wirtschaftsverwalterin) wurden vom Konvent gewählt, die Aufsicht über die Einrichtung lag weiter beim Bischof.
1493 erfolgte eine Überarbeitung der Statuten, die der Mainzer Erzbischof Berthold von Henneberg im Auftrag von Papst Alexander VI. für eine Reihe Augustinerinnenklöster im Südwesten des Deutschen Reichs erließ.

## Wirtschaft
Der Konvent und später das Kloster hatten umfangreich Besitz im weiteren Umfeld von Worms auf der linken Seite des Rheins. Der verteilte sich in einem Gebiet, das im Norden bis Bechtheim, im Westen bis Harxheim und im Süden bis Oggersheim reichte. Vornehmlich handelte es sich um Gülten.
Liste der Besitzungen
| Ort             | Art                                                       |
| --------------- | --------------------------------------------------------- |
| Abenheim        | Grundbesitz, Korn                                         |
| Bechtheim       | Geldabgabe                                                |
| Eppstein        | Hofgut, Grund- und Hausbesitz, Korn, Gänse                |
| Flomborn        | 154 Morgen Acker in zwei Gütern, Wiesen, Geldabgabe, Korn |
| Freinsheim      | Geldabgabe                                                |
| Großniedesheim  | Grundbesitz                                               |
| Gundersheim     | Grundbesitz                                               |
| Gundheim        | Grundbesitz                                               |
| Harxheim        | Korn                                                      |
| Heppenheim      | Grundbesitz, Geldabgabe, Korn                             |
| Herrnsheim      | Grundbesitz                                               |
| Hessheim        | Korn                                                      |
| Hochheim        | Geldabgabe                                                |
| Hohen-Sülzen    | Geldabgabe                                                |
| Kleinniedesheim | 2 Hofgüter, Grundbesitz, Korn                             |
| Lampertheim     | Grundbesitz                                               |
| Mörstadt        | Hofgut, Grundbesitz, Geldabgabe, Korn                     |
| Monsheim        | Geldabgabe                                                |
| Monzernheim     | „Einnahmen“                                               |
| Niederflörsheim | Hofgut, Grundbesitz, Geldabgabe, Korn                     |
| Ober-Flörsheim  | Geldabgabe                                                |
| Offstein        | Landgut von 40 Morgen, Grundbesitz, Haus, Kapaune, Wachs  |
| Pfeddersheim    | Hau, Grundbesitz, Geldabgabe, Gerste                      |
| Westhofen       | Grundbesitz, Korn                                         |
| Weinsheim       | Hofgut, Grundbesitz, Korn, Weinberg                       |
| Wiesoppenheim   | Geldabgabe                                                |
| Worms           | Hausbesitz, Grundbesitz, Geldabgabe                       |

Die Nonnen erwirtschafteten einen erheblichen Teil ihres Unterhalts durch Textilproduktion. Ein Vertrag mit der Stadt von 1469 erlaubte ihnen, vier Webstühle zu betreiben. Die sah die Weberzunft als Konkurrenz und klagte 1523 dagegen beim Rat der Stadt. In der Folge musste das Kloster sich auf zwei Webstühle beschränken.

## Gebäude
Mit Übernahme der Augustinerregel 1469 waren Umbauten erforderlich, um die strenge Klausur herzustellen und Arbeitsräume zu schaffen. Am Ende des Klosterbetriebes befanden sich an der westlichen Grundstücksgrenze zwei Häuser, die in ihren oberen Stockwerken die Zellen der Nonnen beherbergten, das südliche, an die Kirche grenzende Haus beherbergte im Erdgeschoss das Refektorium, das nördliche die Konventsstube. Im Norden des Hofes stand ein weiteres Gebäude für die Küche. Der Wirtschaftshof mit Ställen befand sich an der Ostseite des Grundstücks zur Schildergasse hin. Hier gab es auch ein Gästehaus mit dem Sprechzimmer.

### Erste Kapelle
Spätestens ab 1448 bemühten sich die Beginen, eine eigene Kapelle zu errichten. Sie wurde 1465 geweiht und kann nicht sehr groß gewesen sein, jedenfalls hatte sie nur einen Altar. Ab diesem Zeitpunkt ist auch das Patrozinium des Heiligen Kreuzes belegt. Die einzigen Abbildungen, die es von diesem Bauwerk gibt, sind die Stadtansichten von Peter Hamman vom Ende des 17. Jahrhunderts. Darauf ist allerdings nicht sehr viel mehr zu erkennen, als dass das Gebäude einen Dachreiter mit Glocke besaß. Die Kapelle war auch öffentlich zugänglich.

### Zweite Kapelle
Die neue Kapelle, die nach der Stadtzerstörung von 1689 errichtet wurde, war eine einschiffige Saalkirche mit flacher Decke, die – ungefähr ost-westlich ausgerichtet – mit ihrer südlichen Längsseite an der Stephansgasse stand. Dort war die Fassade mit vier Pilastern gegliedert, hatte nach dort drei Fenster und an der gegenüberliegenden Wand vier. Die Kapelle hatte – zumindest im 18. Jahrhundert – eine Orgel.

## Aufhebung
1792 flohen die Schwestern vor den französischen Revolutionstruppen zunächst nach Mainz und dann an andere, rechtsrheinische Orte. Ein Versuch 1796 nach Worms zurückzukehren, endete in einer erneuten Flucht Ende 1797. Bei der Beschlagnahme des Klosters am 27. Juli 1802 lebten hier noch fünf Schwestern. Das Kloster wurde säkularisiert, sein Vermögen zugunsten des Staates – das war seit diesem Jahr Frankreich – 1803 für 5.200 Francs versteigert. Die Kapelle wurde ab 1830 als Weinschenke nachgenutzt und ab 1837 befanden sich hier Wohnungen.

## Zeugnisse
Baulich ist von dem Kloster nichts mehr erhalten. Das Areal liegt in der Wormser Innenstadt und wurde im 19. Jahrhundert und nach den Zerstörungen im Zweiten Weltkrieg erneut modern überbaut. Letzte bauliche Spuren wurden noch im Laufe des 20. Jahrhunderts beseitigt. Noch 1905 berichtete Eugen Kranzbühler, es stehe „noch ein Torbogen, dessen Schlussstein die kleine Figur eines Bischofs, zu beiden Seiten die Buchstaben R C (Richardi Convent), darüber eine Krone und darunter die Jahreszahl 1725“ zeige.
Erhalten ist ein „Manual“  des Klosters aus der Zeit um 1470/80. Es besteht aus 73 Pergamentblättern, ist mit zweifarbigen Initialen dekoriert und enthält unter anderem das Gelübde für in das Kloster eintretende Frauen in deutscher Sprache.